# Мбонг, Джозеф
Джозеф Эссьен Мбонг (мальт. Joseph Essien Mbong; род. 15 июля 1997, Лагос, Лагос) — мальтийский футболист, нападающий клуба «Хамрун Спартанс» и сборной Мальты.

## Биография
Мбонг родился в Нигерии. Его отец Эссьен был профессиональным футболистом. Когда Джозефу исполнилось два года семья переехала на Мальту — его отца пригласили в местный клуб Хибернианс, где Эссьен играл до окончания своей футбольной карьеры. Джозеф поступил в академию футбола.
В 2014 году на Мальте проходил чемпионат Европы среди юношей до 17 лет. Сборная Мальты проиграла все матчи, а Мбонг-младший забил один гол. Он стал первым мальтийским футболистом, который сумел забить гол в финальном турнире.
В том же году Мбонг ездил на просмотр в клубе «Болтон Уондерерс», но его кандидатура была отвергнута клубом.
24 марта 2021 года Мбонг сумел отличиться на 56 минуте домашнего отборочного матча чемпионата мира 2022 года против сборной России, забив гол в ворота, которые защищал Антон Шунин (итоговый результат 1:3 в пользу сборной России).
Младший брат Джозефа Пол Мбонг также является футболистом, нападающим сборной Мальты.